# ザルゴ・トゥーレ
ザルゴ・トゥーレ（Zargo Touré 、1989年11月11日 - ）は、セネガル・ピキン出身のプロサッカー選手。セネガル代表。ゲンチレルビルリイ所属。ポジションは、ミッドフィールダー。

## クラブ経歴
2008年、USブローニュに加入。
2012年7月、ル・アーヴルAC買い取りオプション付きのレンタルで加入。2012-13シーズン終了後、オプションが行使され完全移籍に移行。
2015年8月31日、FCロリアンに移籍。

## 代表歴
U-23代表の一員としてロンドンオリンピックに参加。
A代表の主要大会ではアフリカネイションズカップ2015、アフリカネイションズカップ2017に参加した。